# Centre hospitalier intercommunal Elbeuf-Louviers/Val de Reuil
Le centre hospitalier intercommunal Elbeuf-Louviers/ Val de Reuil (CHIELVR) est un centre hospitalier regroupant deux sites hospitaliers principaux ainsi que cinq résidences pour personnes âgées dépendantes (EHPAD) situés en Seine-Maritime et dans l'Eure.
L'établissement est un hôpital public offrant des soins de qualité et diversifiés dans les principales disciplines médicales, chirurgicales et obstétricales (la maternité des Feugrais est intégrée au centre hospitalier). De niveau II, la maternité des Feugrais accueille les nouveau-nés prématurés à partir de 33 semaines d’aménorrhée et travaille avec le service de néonatalogie.

## Site de Louviers
À Louviers, c'est le site historique de l'Hôtel-Dieu Saint-Gilles ,, rue Saint-Jean, qui héberge les installations de soin.